# (12017) 1996 XC1
(12017) 1996 XC1 es un asteroide perteneciente al cinturón de asteroides, descubierto el 2 de diciembre de 1996 por Takao Kobayashi desde el Observatorio de Ōizumi, Ōizumi, Japón.

## Designación y nombre
Designado provisionalmente como 1996 XC1.

## Características orbitales
1996 XC1 está situado a una distancia media del Sol de 2,291 ua, pudiendo alejarse hasta 2,427 ua y acercarse hasta 2,155 ua. Su excentricidad es 0,059 y la inclinación orbital 2,064 grados. Emplea 1266,94 días en completar una órbita alrededor del Sol.

## Características físicas
La magnitud absoluta de 1996 XC1 es 14,7.